# Aase Simonsen
Pour les articles homonymes, voir Simonsen.
Aase Simonsen, née le 1er juillet 1962 à Karmøy (Norvège), est une femme politique norvégienne, membre du Parti conservateur (H).
Elle est élue au conseil du comté (en) de Rogaland et est également maire de la commune de Karmøy de 2011 à 2015.
Elle est représentante adjointe au Storting pour Rogaland pendant la période 2017-2021.